# Mitsuo Hamada
Mitsuo Hamada (浜田光夫, Hamada Mitsuo), né le 1er octobre 1943 à Tokyo, est un acteur japonais. Son vrai nom est Akira Hamada (浜田斌, Hamada Akira).

## Biographie
Après quelques apparitions au cinéma en 1955 à l'âge de 12 ans, Mitsuo Hamada commence véritablement sa carrière d'acteur cinq ans plus tard alors qu'il est encore étudiant à la Tamagawa Gakuen (en). Dès son premier film à la Nikkatsu, Garasu no naka no shōjo (1960), il apparaît aux côtés de l'actrice Sayuri Yoshinaga. Dès lors, le duo forme la tête d'affiche dans de nombreux films de la compagnie dont les succès La Ville des coupoles (1962) et Ai to shi o mitsumete (1964).
En 1966, il reçoit un éclat de verre dans l'œil au cours d'une rixe dans un bar qui lui vaut plusieurs mois d'hospitalisation, la perte de son œil est évitée de justesse. Ses problèmes de vue ne lui permettant plus de tenir les premiers rôles, il poursuit sa carrière en tant qu'acteur de second rôle, interprétant un large éventail de personnages, du comique au méchant.
Mitsuo Hamada a tourné dans plus de quatre-vingt-dix films au cinéma depuis 1955.

## Filmographie partielle

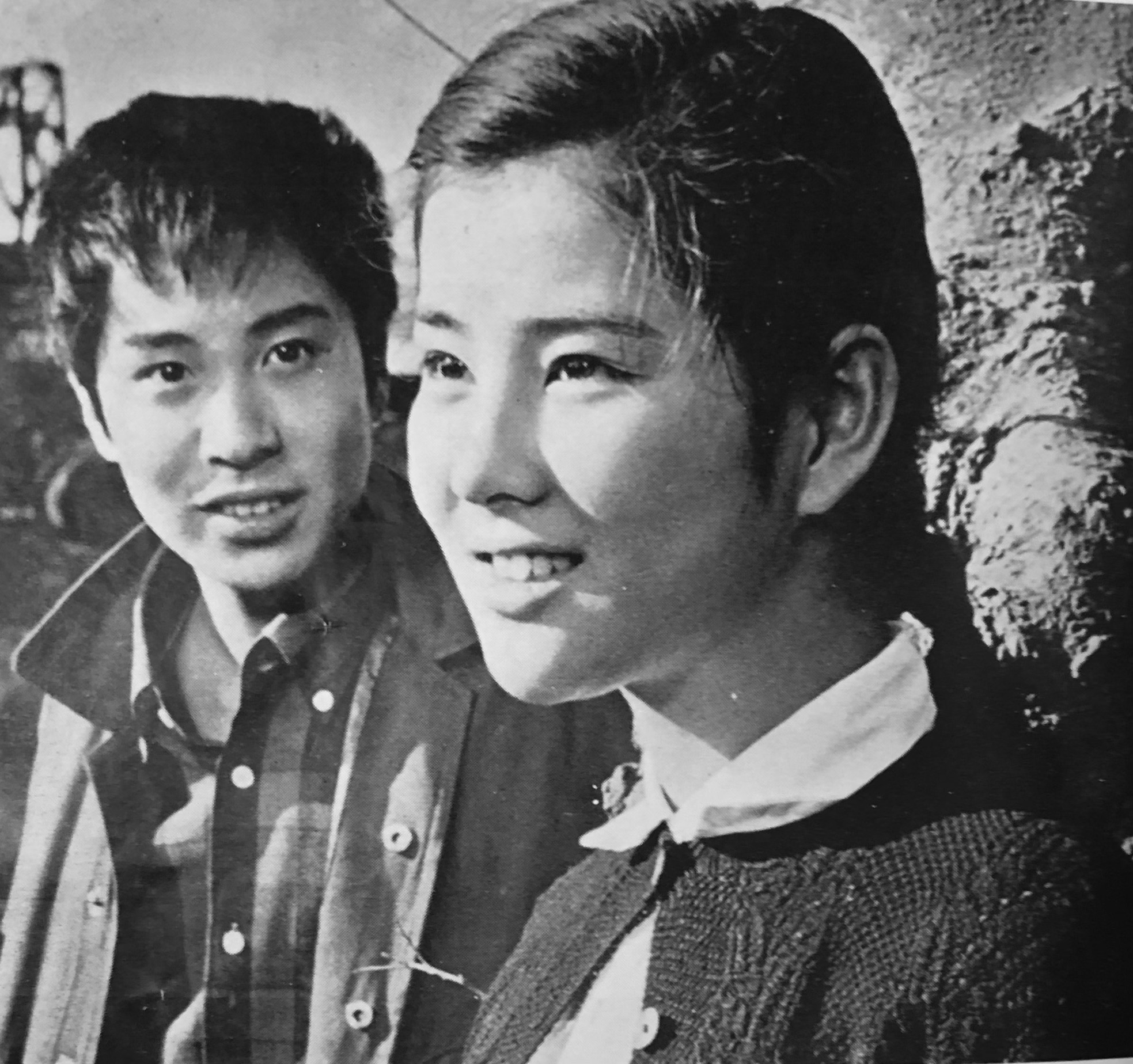
Mitsuo Hamada et Sayuri Yoshinaga dans La Ville des coupoles (1962).

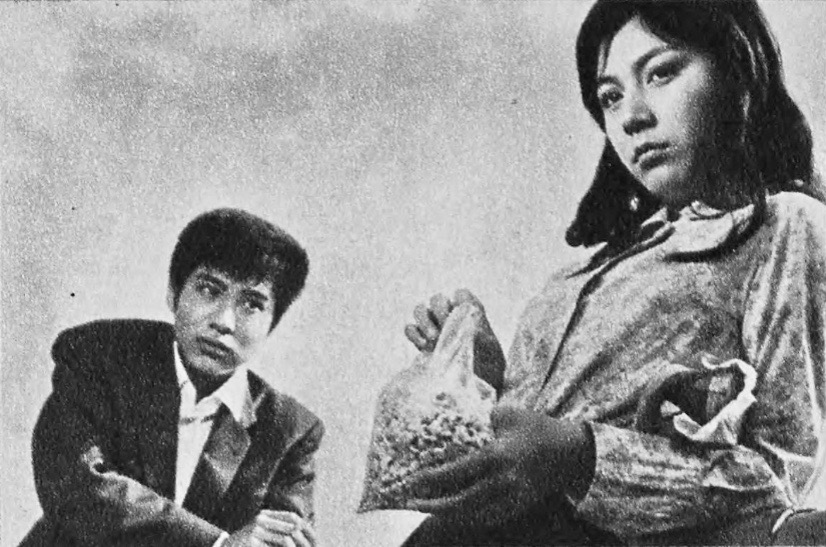
Mitsuo Hamada et Masako Izumi dans Une jeune fille à la dérive (1963).

- 1955 : Voici une fontaine (ここに泉あり, Koko ni izumi ari?) de Tadashi Imai (non crédité)
- 1955 : Ishigassen (石合戦?) de Mitsuo Wakasugi (ja)
- 1960 : Garasu no naka no shōjo (ガラスの中の少女?) de Mitsuo Wakasugi (ja)
- 1961 : Histoire d'un succès (大出世物語, Daishusse monogatari?) de Yutaka Abe
- 1961 : Kono wakasa aru kagiri (この若さある限り?) de Koreyoshi Kurahara
- 1961 : Taiyō wa kurutteru (太陽は狂ってる?) de Toshio Masuda
- 1961 : Kusa wo karu musume (草を刈る娘?) de Katsumi Nishikawa
- 1961 : Kā-chan umi ga shitteru yo (母あちゃん海が知ってるよ?) de Buichi Saitō
- 1962 : Sayōnara no kisetsu (さよならの季節?) d'Eisuke Takizawa
- 1962 : Ue o muite arukō (上を向いて歩こう?) de Toshio Masuda
- 1962 : La Ville des coupoles (キューポラのある街, Kyupora no aru machi?) de Kirio Urayama : Katsumi Tsukamoto
- 1962 : Akai tsubomi to shiroi hana (赤い蕾と白い花?) de Katsumi Nishikawa
- 1962 : Zerosen kurokumo ikka (零戦黒雲一家?) de Toshio Masuda
- 1962 : Hitoribotchi no futari daga (ひとりぼっちの二人だが?) de Toshio Masuda
- 1963 : Aoi sanmyaku (青い山脈?) de Katsumi Nishikawa
- 1963 : L'Innocence outragée (泥だらけの純情, Dorodarake no junjō?) de Kō Nakahira
- 1963 : Une jeune fille à la dérive (非行少女, Hiko shōjo?) de Kirio Urayama : Saburō Sawada
- 1963 : Ore no senaka ni hi ga ataru (俺の背中に陽が当たる?) de Kō Nakahira
- 1963 : La Danseuse d'Izu (伊豆の踊子, Izu no odoriko?) de Katsumi Nishikawa
- 1963 : Wakai Tōkyō no yane no shita (若い東京の屋根の下?) de Buichi Saitō
- 1963 : Habu no minato (波浮の港?) de Buichi Saitō
- 1963 : La Mer étincelante (光る海, Hikaru umi?) de Kō Nakahira : Takao Nozaka
- 1964 : Seijuku suru kisetsu (成熟する季節?) de Buichi Saitō
- 1964 : Asakusa no hi: Odoriko monogatari (浅草の灯 踊子物語?) de Buichi Saitō
- 1964 : Shutsugeki (出撃?) d'Eisuke Takizawa
- 1964 : Kaze to ki to sora to (風と樹と空と?) d'Akinori Matsuo
- 1964 : Ai to shi o mitsumete (愛と死をみつめて?) de Buichi Saitō
- 1964 : Uzushio (うず潮?) de Buichi Saitō
- 1965 : Aishi nagara no wakare (愛しながらの別れ?) de Mio Ezaki
- 1965 : Kanashiki wakare no uta (悲しき別れの歌?) de Katsumi Nishikawa
- 1965 : Yoake no uta (夜明けのうた?) de Koreyoshi Kurahara
- 1965 : Chichi to musume no uta (父と娘の歌?) de Buichi Saitō
- 1965 : Yottsu no koi no monogatari (四つの恋の物語?) de Katsumi Nishikawa
- 1966 : Aishite aishite aishichatta no yo (愛して愛して愛しちゃったのよ?) de Motomu Ida
- 1966 : Ōzora ni kanpai (大空に乾杯?) de Buichi Saitō
- 1966 : Seishun no otōri: Aishite naite tsuppashire (青春のお通り 愛して泣いて突っ走れ?) de Buichi Saitō
- 1966 : Watashi, chigatteiru kashira (私、違っているかしら?) d'Akinori Matsuo
- 1967 : Kimi wa koibito (君は恋人?) de Buichi Saitō
- 1968 : Hana no koibitotachi (花の恋人たち?) de Buichi Saitō
- 1968 : Le Vaurien (無頼より 大幹部, Burai yori daikanbu?) de Toshio Masuda : Takeo Tsujikawa
- 1968 : Hoshikage no hatoba (星影の波止場?) de Shōgorō Nishimura
- 1968 : Seishun no kaze (青春の風?) de Shōgorō Nishimura
- 1968 : Shōwa no inochi (昭和のいのち?) de Toshio Masuda
- 1968 : Ā himeyuri no tō (あゝひめゆりの塔?) de Toshio Masuda
- 1969 : Hana hiraku musume tachi (花ひらく娘たち?) de Buichi Saitō
- 1969 : Daimon: Jigoku no sakazuki (代紋 地獄の盃?) d'Akinori Matsuo
- 1969 : Daikanbu: Nagurikomi (大幹部 殴り込み?) de Toshio Masuda
- 1969 : Arashi no yūshatachi (嵐の勇者たち?) de Toshio Masuda
- 1970 : Fuji sanchō (富士山頂?) de Tetsutarō Murano
- 1970 : Kigeki: Onna mo tsurai wa (喜劇 女もつらいわ?) de Mio Ezaki
- 1970 : Ichi do wa ikitai onnaburo (いちどは行きたい女風呂?) de Mio Ezaki
- 1971 : Yomigaeru daichi (甦える大地?) de Noboru Nakamura
- 1974 : Sandakan N° 8 (サンダカン八番娼館 望郷, Sandakan hachibanshōkan: Bōkyō?) de Kei Kumai : Yasukichi
- 1976 : Dongurikko (どんぐりッ子?) de Katsumi Nishikawa
- 1977 : Kochira Katsushika-ku Kameari kōen mae hashutsujo (こちら葛飾区亀有公園前派出所?) de Kazuhiko Yamaguchi
- 1978 : Inubue (犬笛?) de Sadao Nakajima
- 1980 : Un océan à traverser (天平の甍, Tenpyō no iraka?) de Kei Kumai
- 1981 : Nihon Philharmonic Orchestra: Honoo no dai gogakusho (日本フィルハーモニー物語 炎の第五楽章?) de Seijirō Kōyama
- 1990 : Donmai (ドンマイ?) de Seijirō Kōyama

## Distinctions
- Elan d'or Award for Newcomer of the Year (en) en 1962